# Pieds nus sur les limaces
Pour plus de détails, voir Fiche technique et Distribution.
Pieds nus sur les limaces est un film français réalisé par Fabienne Berthaud, sorti en 2010.

## Synopsis
La mort brutale d'une mère, terrassée par un accident vasculaire cérébral au volant de sa voiture, laisse ses deux filles dans le deuil. Clara, très rigide et stricte, va devoir s'occuper de sa sœur Lily, fille sauvageonne, immature, fantasque et désinhibée. L'aînée, femme modèle citadine mariée à Pierre, un avocat plein d'avenir, décide de quitter la capitale et son foyer pour se consacrer à Lily restée seule dans la maison familiale à la campagne. Clara sous l’influence de Lily remet progressivement sa vie en question et se prend à goûter à une certaine liberté.

## Fiche technique
- Titre : Pieds nus sur les limaces
- Réalisation : Fabienne Berthaud
- Scénario : Pascal Arnold et Fabienne Berthaud d'après son roman homonyme
- Photographie : Fabienne Berthaud et Nathalie Durand
- Montage : Pierre Haberer
- Décors : Emmanuel Delis et Valérie Delis
- Costumes : Bethsabée Dreyfus
- Musique : Michael Stevens (en)
- Producteur : Bertrand Faivre
- Société de production : Le Bureau, Canal+ et CinéCinéma
- Société de distribution : Haut et Court (France)
- Pays :  France
- Genre : comédie dramatique
- Durée : 103 minutes
- Dates de sortie : 
  - France : 1er décembre 2010

## Distribution

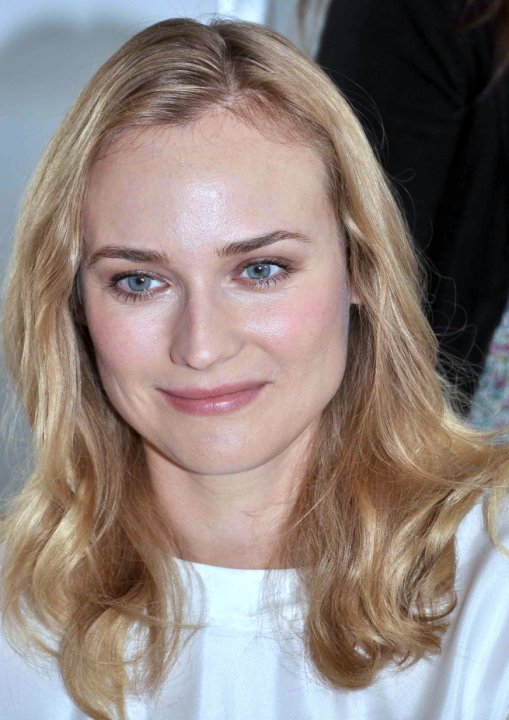
Diane Kruger lors de la présentation du film au Festival de Cannes 2010.

- Diane Kruger : Clara
- Ludivine Sagnier : Lily
- Denis Ménochet : Pierre
- Brigitte Catillon : Odile
- Jacques Spiesser : Paul
- Jean-Pierre Martins : Jonas
- Reda Kateb : Seb
- Gaëtan Gallier : Dan
- Anne Benoît : Mireille
- Côme Levin : Paulo
- Anny Romand : La mère
- Grigori Manoukov : Le prêtre
- Arnaud Duléry : Jo

## Accueil de la critique
Le film est bien accueilli par la critique qui fait un parallèle avec les premières œuvres de Jane Campion (Sweetie et Un ange à ma table) notamment en raison des choix techniques (lumière et jeux de caméra) mais également avec le choix d'un style esthétique « cohérent » porté la plasticienne Valérie Delis produisant un « film brut, instinctif » malgré « parfois la naïveté irritante de son héroïne ».